# 班戈大学
班戈大学（Bangor University），或譯班格爾大學，是英國威爾斯班戈的一所大學。大學源自1884年創校的北威爾斯大學學院，後來經過多次合併及易名，終於2007年正式獨立於威爾斯大學，並易名為現在的名字。

## 歷史

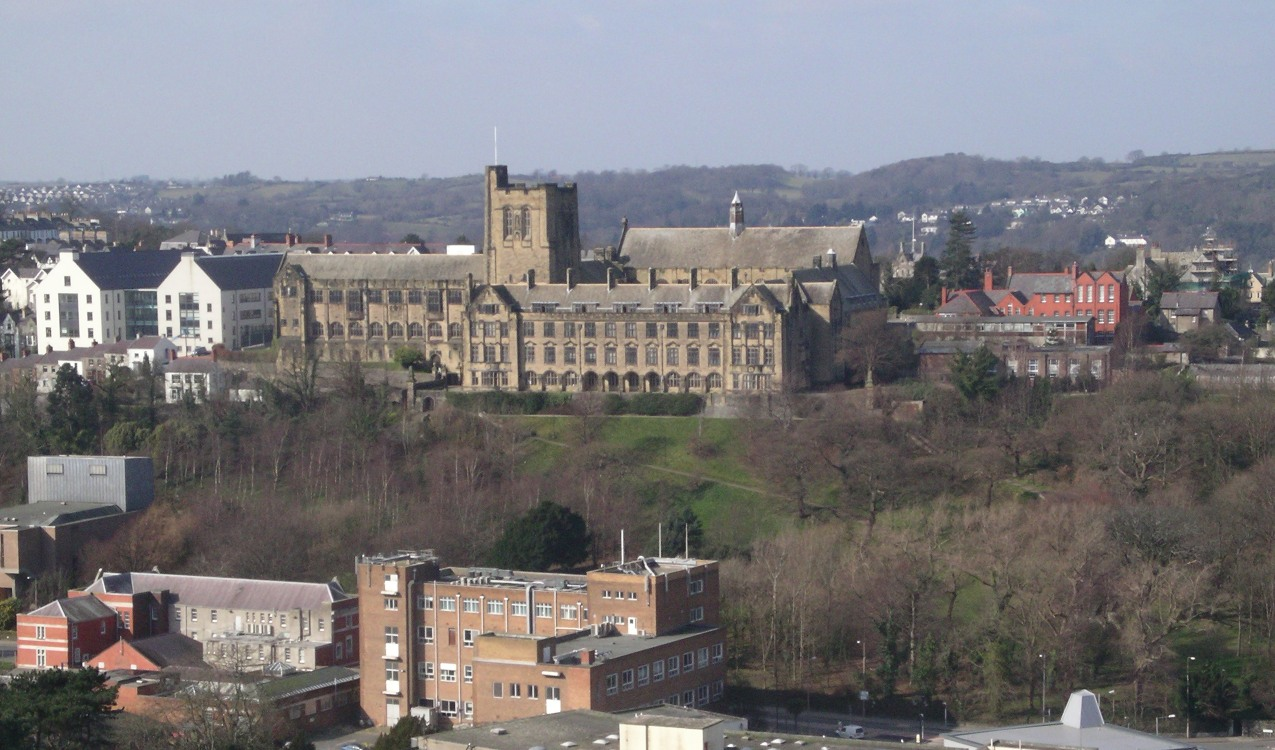
從班戈山上看班戈大學的校區

1884年10月18日該大學的前身北威爾士大學學院（University College of North Wales）成立，首任校長、第3代波威斯伯爵愛德華·赫伯特致開幕詞。次年大學學院獲皇家憲章，不過其學位證書直至1893年加入威爾士大學之前都由倫敦大學頒發。
第二次世界大戰期間，一些國家美術館的畫作藏于此地的普利查德-瓊斯堂（Prichard-Jones Hall）中，後來又從這裡搬到威爾士的布莱奈-费斯蒂尼奥格。倫敦大學學院的學生也爲了躲避戰亂而逃到這裡來繼續讀書。

### 戰後
1960年隨著羅賓斯報告的提出，學院開始擴建。1967年時，瑪哈禮希‧瑪赫西‧優濟在班戈師範學院（Bangor Normal College，1996年加入班戈學院）教授超覺靜思，而披頭四在他的課堂上驚聞經理人布萊恩·愛普斯坦去世的消息。1970年學院的學生發起抗議，表示對威爾士語不受重視的現狀的不滿。2007年班戈學院自威爾士大學獨立，2009年開始頒發自己的學位証書。

## 學術
該大學在國際上排在300至500名之間，在國内則處於中游水平。

## 外部連結
- 官方网站 （中文）
- 官方网站 （英語）
- Bangor University Students' Union，大學學生會
- Lists of University College, Bangor students